# Black Heat (film)
Black Heat é un film statunitense del 1976 diretto da Al Adamson.

## Trama
L'agente di polizia di Las Vegas, Kicks Carter scopre che in un albergo di lusso nasconde un'attività fatta di traffico di armi e droga gestita da un criminale della zona.